# Mateo el Evangelista
Mateo el Evangelista, en hebreo מתיו הקדוש (también conocido como Mateo Leví, Leví de Alfeo o Mateo el Apóstol), fue uno de los doce apóstoles elegidos por Jesús de Nazaret. La tradición cristiana y la mayoría de documentos primarios históricos escritos en el mismo siglo, le atribuyen la autoría del Evangelio de Mateo, escrito originalmente en arameo. Alguna crítica secundaria actual relativiza esta atribución, al menos respecto al texto que nos ha llegado como tal, pero más probablemente el libro de Mateo fue compilado por el apóstol unos años después de dichos sucesos usando notas escritas en arameo.
Etimológicamente, el nombre español Mateo proviene del griego Mathaios (Ματθαιος) y este, del arameo Mattai, una forma corta del hebreo MattanYah, que significa "don de Yah" (forma corta de Yahveh), es decir, ‘don de Dios’.

## Atribución del Evangelio de Mateo

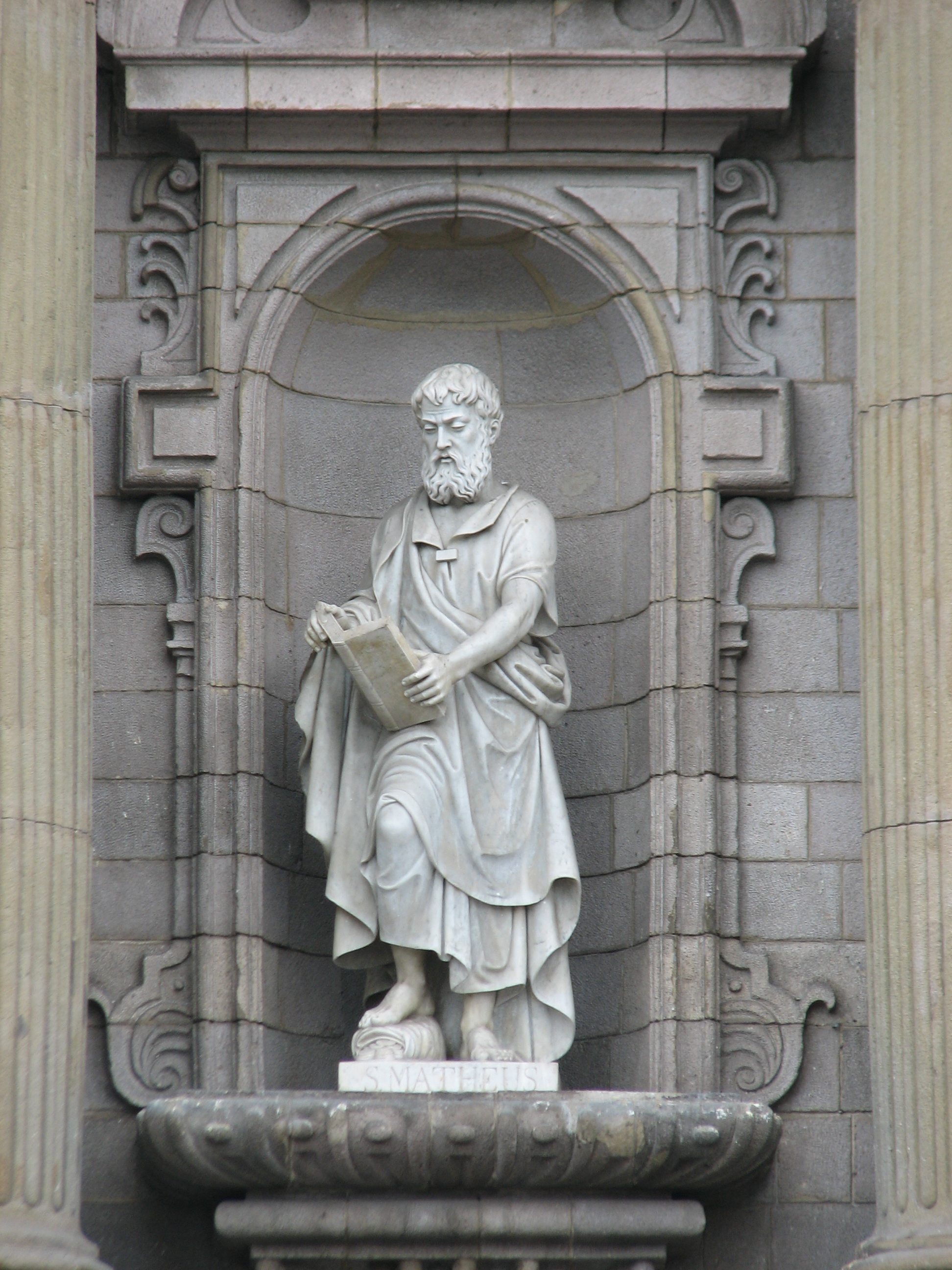
Estatua de San Mateo en el frontis de la Catedral de Lima